# Добравле (община Айдовшчина)
Вижте пояснителната страница за други значения на Добравле.
Добравле (на словенски: Dobravlje) е село в Словения, регион Горишка, община Айдовшчина. Според Националната статистическа служба на Република Словения през 2015 г. селото има 458 жители.